# Bóveda (Lugo)
Santa María de Bóveda és una parròquia i localitat del municipi de Lugo, situada a l'est de la ciutat.
El 2014 tenia 142 habitants segons l'IGE, repartits en 11 entitats de població: Abeledo, Barbaín, Bóveda, Buratai, O Carqueixo, O Castro de Bóveda, Coeo, Farxocos, Luxilde, Malle i Xesús de Nazaret.